# Eurystyles lorenzii
Eurystyles lorenzii är en orkidéart som först beskrevs av Célestin Alfred Cogniaux, och fick sitt nu gällande namn av Rudolf Schlechter. Eurystyles lorenzii ingår i släktet Eurystyles och familjen orkidéer. Inga underarter finns listade i Catalogue of Life.